# فيكي كاردويل
فيكي كاردويل (بالإنجليزية: Vicki Cardwell)‏ هي لاعبة الاسكواش أسترالية، ولدت في 21 أبريل 1955 في أديلايد في أستراليا.

## وصلات خارجية
- فيكي كاردويل على موقع SquashInfo.com (الإنجليزية)
- فيكي كاردويل على موقع قاعة أستراليا للمشاهير الرياضية (الإنجليزية)